# خوسيه خونكوسا
خوسيه خونكوسا بيلمونت (بالإسبانية: José Juncosa) (2 فبراير 1922، في ليريدا، إسبانيا - 31 أكتوبر 2003، في طراغونة) كان لاعب كرة قدم، شارك في نهائيات كأس العالم لكرة القدم 1950.

## وصلات خارجية
- خوسيه خونكوسا على موقع الاتحاد الدولي (مؤرشف)  (الإنجليزية)
- خوسيه خونكوسا على موقع قاعدة بيانات كرة القدم.إي يو (الإنجليزية)
- خوسيه خونكوسا على موقع ناشيونال فوتبول تيمز (الإنجليزية)

- BDFutbol player profile
- BDFutbol coach profile
- National team data